# Koba (Mamou)
Pour les articles homonymes, voir Koba.
Ne doit pas être confondu avec Koba (Kindia).
Koba est une ville et une sous-préfecture de Guinée, rattachée à la préfecture de Dalaba et la région de Mamou. 

## Population
En 2016, la localité comptait 18 049 habitants. La population est majoritairement jeune age de 15 à 30 ans, soit 60 % de la population.

## Religion
La population de Koba est 99,99 % musulmane majoritairement.

## Administration
La sous-préfecture de Koba est composée de 12 districts :
- Hafia
- Hollande
- Kebou
- Kakori
- Koba
- Kokou
- Thiewgol
- Fello-Malanga
- Hore-Dioli Misside
- Lele
- Loopé
- Hore-Kessema

## Économie

### Agriculture
L'agriculture est la principale activité économique de la ville telle que les céréales  (riz, fonio, maïs); des fruits (mangues, bananes) ; des légumes (pomme de terre, carottes, manioc, tomates, ananas, oignon, aubergine, etc.).

### Elevage
L'élevage est majoritairement pratiqué dans le domaine l'élevage des vache, mouton et poulet, etc.

## Climat
Le climat est favorable avec la présence d'une forêt claire et également dominé par deux saisons, sèche et pluvieuse, et avec plusieurs rivières et cours d'eau et la présence du fleuve konkouré qui est situe au sud de la sous-préfecture.